# Монтекарло (Лука)
Монтекарло (итал. Montecarlo) је насеље у Италији у округу Лука, региону Тоскана.
Према процени из 2011. у насељу је живело 407 становника. Насеље се налази на надморској висини од 152 м.

## Становништво
Према резултатима пописа становништва 2011. у општини је живело 4.454 становника.
| 1936. | 1951. | 1961. | 1971. | 1981. | 1991. | 2001. | 2011. |
| ----- | ----- | ----- | ----- | ----- | ----- | ----- | ----- |
| 4.298 | 3.834 | 3.499 | 3.300 | 3.655 | 4.065 | 4.345 | 4.454 |

## Партнерски градови
- Алтан де Пали
- Карлштејн
- Милау